# ムーディー長妻
ムーディー長妻（ムーディー ながつま、1952年9月21日 - ）は、演歌歌手であり経営者。動物愛好家としても知られる。

## 人物
- 趣味：動物飼育
- 愛称：お父さん
- 職業：歌手　会社経営

## 経歴
- 1968年 バンド：ムーディーフェローズのボーカルとして歌手活動開始
- 2000年 九十九里に貸し別荘「かもめちゃん」を創業
- 2005年 チャレンジレコードより「九十九里 かもめちゃんBEST2」をリリース(自主出版）
- 2013年 8月「朝の雨」を配信発売
- 2013年 11月 日本クラウンより「誘われて九十九里」を発売　USEN週間リクエストで最高7位

## 出演
- 2014年千葉テレビの歌番組カラオケトライアルの11月度エンディング曲
- 2015年 雑誌センチュリー10月号

## ディスコグラフティー
- 朝の雨（作詞 倉一誠　作曲 倉一誠）
- 誘われて九十九里（作詞 中谷純平　作曲 松井タツオ　編曲 松井タツオ)
- 九十九里 かもめちゃんBEST2